# 念珠凤仙花
念珠凤仙花（学名：Impatiens torulosa）为凤仙花科凤仙花属下的一个种。

## 扩展阅读
維基物種上的相關：念珠凤仙花